# Centennial Lake, Algoma
Centennial Lake är en sjö i Kanada.   Den ligger i distriktet Algoma och provinsen Ontario, i den sydöstra delen av landet, 700 km väster om huvudstaden Ottawa. Centennial Lake ligger 300 meter över havet.
I omgivningarna runt Centennial Lake växer i huvudsak blandskog. Runt Centennial Lake är det glesbefolkat, med 8 invånare per kvadratkilometer.